# Sandpoint
Sandpoint är en stad (city) i Bonner County i delstaten Idaho, USA med 6 835 invånare (2000). Sanpoint är administrativ huvudort (county seat) i Bonner County. 